# Taracticus renovatus
Taracticus renovatus là một loài ruồi trong họ Asilidae. Taracticus renovatus được Cockerell miêu tả năm 1911. Loài này phân bố ở vùng Tân Bắc giới.